# Гранит (футбольный клуб, Дальнегорск)
«Гранит» — советский и российский футбольный клуб из Дальнегорска. Основан не позднее 1967 года. В 1968—1970 годах играл в первенстве СССР.

## Названия
- 1967—1972 — «Гранит» (Тетюхе).
- 1972—2005 — «Гранит» (Дальнегорск).
- 2010—2012 — «Стандарт».
- с 2013 — «Гранит».

## Достижения
- 6-е место в зональном турнире класса «Б» (1969).

## Известные игроки
- Разинский, Борис Давидович.

## Известные тренеры
- Разинский, Борис Давидович.